# Kauderwelsch (Sprachführer)
Kauderwelsch ist eine deutsche Sprachführer-Reihe, die das Sprechen von Fremdsprachen auf eine möglichst bequeme Weise anzuregen und zu vermitteln versucht und den die jeweilige Sprache möglicherweise neu sprechenden (und kauderwelschenden) Leser dabei auf verschiedenste, philologisch/fachwissenschaftlich teils unkonventionelle Weise unterstützt.

## Kurzeinführung
Die Sprachführer-Reihe begann als Globetrotter-Projekt mit Sprachen wie Indonesisch, Arabisch, Russisch und Japanisch, sie erscheint seit 1983, anfangs im Verlag Papilio Print Rump (der erste Band war Indonesisch für Globetrotter von Gunda Urban) in Bielefeld, dann bis heute im Verlag Reise Know-How ebendort. Sie bietet neben jeweils landesbezogenen Auffrischungen von Sprachen wie Englisch, Französisch oder Spanisch Einstiege in so unterschiedliche Sprachen wie Chinesisch, Persisch, Wolof, Kisuaheli oder Albanisch, praktisch für alle wichtigen Sprachen der Welt.
Die Reihe umfasst inzwischen (Stand: 19. November 2022) „über 150 Sprachen in mehr als 220 Bänden“. Das breite Spektrum umfasst neben den Weltsprachen (teils aufgefächert nach den Besonderheiten einzelner Länder, siehe z. B. Arabisch / Spanisch usw.) nahezu allen wichtigen Verkehrssprachen.
Die Reihe ist um einen praktischen Aufbau der einzelnen Bücher bemüht und um Verständlichkeit für jedermann, dabei orientiert sie sich an einem vermuteten typischen Reisealltag und versucht die Grundlagen zu schaffen, um „möglichst schnell mit dem Sprechen beginnen zu können, wenn auch vielleicht nicht immer druckreif“. Sie bedient sich dabei zusätzlich zur sinngemäßen Übersetzung auch der Wort-für-Wort-Übersetzung, die es ermöglicht, die Struktur und „Denkweise“ der jeweiligen Fremdsprache rasch überblicken zu können.
Die Erklärungen zur Grammatik sind am erstmaligen und einfachen Sprachgebrauch orientiert, die meisten Bände enthalten ein Wörterbuch am Ende mit einem Grundwortschatz und für Reisende wichtigen Begriffen.

## Bände (Auswahl)
Die folgende Übersicht (Kurztitel) versucht in Auswahl einen (alphabetisch sortierten) ersten Überblick zu den in der Reihe enthaltenen Sprachen zu geben, sie erhebt keinen Anspruch auf Aktualität oder Vollständigkeit:
- Ägyptisch-Arabisch – Wort für Wort
- Afrikaans – Wort für Wort
- Al-Almāniyyah (Deutsch als Fremdsprache, arabische Ausgabe)
- Albanisch – Wort für Wort
- Alemán (Deutsch als Fremdsprache, spanische Ausgabe)
- Algerisch-Arabisch – Wort für Wort
- Allemand (Deutsch als Fremdsprache, französische Ausgabe)
- Almanca (Deutsch als Fremdsprache, türkische Ausgabe)
- American Slang – das andere Englisch
- Amerikanisch – Wort für Wort
- Amerikanisch 3 in 1: Amerikanisch Wort für Wort, American Slang, Spanglish
- Amharisch – Wort für Wort
- Arabisch für die Golfstaaten – Wort für Wort
- Armenisch – Wort für Wort
- Aserbaidschanisch – Wort für Wort
- Australian Slang – English Down Under
- Aztekisch (Nahuatl) – Wort für Wort
- Bairisch – das echte Hochdeutsch
- Bambara für Mali – Wort für Wort
- Basa Bali (Balinesisch) – Wort für Wort
- Baskisch (Euskara) – Wort für Wort
- Bengali – Wort für Wort
- Birmanisch (Burmesisch) – Wort für Wort
- Bosnisch – Wort für Wort
- Brasilianisch – Wort für Wort
- Brasilianisch – Wort für Wort plus Wörterbuch
- Bretonisch – Wort für Wort
- British Slang – das andere Englisch
- Bulgarisch – Wort für Wort
- Canadian Slang – das Englisch Kanadas
- Cebuano (Visaya) – Wort für Wort
- Chichewa – Wort für Wort
- Chinesisch (Mandarin) – Wort für Wort
- Cuba Slang – das andere Spanisch
- Dänisch – Wort für Wort
- Dänisch – Wort für Wort plus Wörterbuch
- Dari – Wort für Wort
- Elsässisch – die Sprache der Alemannen
- Englisch – Wort für Wort
- Englisch – Wort für Wort plus Wörterbuch
- Englisch für Australien – Wort für Wort
- Estnisch – Wort für Wort
- Färöisch – Wort für Wort
- Fidschianisch – Wort für Wort
- Finnisch – Wort für Wort
- Finnisch – Wort für Wort plus Wörterbuch
- Flämisch – Wort für Wort
- Fongbe für Benin – Wort für Wort
- Fränkisch – das Deutsch der Franken
- Französisch – Wort für Wort
- Französisch 3 in 1: Französisch, Französisch kulinarisch, Französisch Slang
- Französisch kulinarisch – Wort für Wort
- Französisch Slang – das andere Französisch
- Friaulisch – Wort für Wort
- Galicisch – Wort für Wort
- Georgisch – Wort für Wort
- German – word by word (Deutsch als Fremdsprache, englische Ausgabe)
- German Slang – the real German
- Germana (Deutsch als Fremdsprache, rumänische Ausgabe)
- Griechisch – Wort für Wort
- Griechisch – Wort für Wort plus Wörterbuch
- Grönländisch – Wort für Wort
- Guarani – Wort für Wort
- Gujarati – Wort für Wort
- Hamburgisch – die Sprache an Elbe und Alster
- Hausa – Wort für Wort
- Hebräisch – Wort für Wort
- Hebräisch – Wort für Wort plus Wörterbuch
- Hieroglyphisch – Wort für Wort
- Hindi – Wort für Wort
- Hocharabisch – Wort für Wort
- Indonesisch – Wort für Wort
- Indonesisch – Wort für Wort plus Wörterbuch
- Irakisch-Arabisch – Wort für Wort
- Irisch-Gälisch – Wort für Wort
- Irish Slang – echt irisches Englisch
- Isländisch – Wort für Wort
- Isländisch – Wort für Wort plus Wörterbuch
- Italienisch – Wort für Wort
- Italienisch 3 in 1: Italienisch Wort für Wort, Italienisch kulinarisch, Italienisch Slang
- Italienisch Slang – das andere Italienisch
- Japanisch – Wort für Wort
- Javanisch – Wort für Wort
- Jemenitisch-Arabisch – Wort für Wort
- Jiddisch – Wort für Wort
- Kantonesisch – Wort für Wort
- Kapverdisch (Kiriolu) – Wort für Wort
- Kasachisch – Wort für Wort
- Katalanisch – Wort für Wort
- Khmer – Wort für Wort
- Kikongo – Wort für Wort
- Kinyarwanda – Wort für Wort
- Kirgisisch – Wort für Wort
- Kisuaheli – Wort für Wort
- Kisuaheli – Wort für Wort plus Wörterbuch
- Klingonisch – Wort für Wort
- Kölsch – das Deutsch der Domstadt
- Koreanisch – Wort für Wort
- Kornisch für Cornwall – Wort für Wort
- Korsisch – Wort für Wort
- Kosovo-Albanisch – Wort für Wort
- Kreol für Trinidad und Tobago – Wort für Wort
- Kroatisch – Wort für Wort
- Kurdisch – Wort für Wort
- Laotisch – Wort für Wort
- Lettisch – Wort für Wort
- Lëtzebuergesch – Wort für Wort
- Libysch-Arabisch – Wort für Wort
- Lingala für den Kongo – Wort für Wort
- Litauisch – Wort für Wort
- Luganda – Wort für Wort
- Madagassisch – Wort für Wort
- Malaiisch – Wort für Wort
- Malayalam für Kerala – Wort für Wort
- Mallorquinisch – Wort für Wort
- Maltesisch – Wort für Wort
- Mandinka – Wort für Wort
- Maori für Neuseeland – Wort für Wort
- Marathi – Wort für Wort
- Marokkanisch-Arabisch – Wort für Wort
- Maya für Yucatán – Wort für Wort
- Mazedonisch / Makedonisch – Wort für Wort
- Mexiko Slang – das andere Spanisch
- Modernes Latein für unterwegs – Wort für Wort
- Mongolisch – Wort für Wort
- Mooré für Burkina Faso – Wort für Wort
- Motorrad-Wörterbuch in 5 Sprachen
- Neapolitanisch – Wort für Wort
- Német (Deutsch als Fremdsprache, ungarische Ausgabe)
- Nemjetzkii (Deutsch als Fremdsprache, russische Ausgabe)
- Nepali – Wort für Wort
- Neuseeland Slang – das andere Englisch
- Niederländisch – Wort für Wort
- Norwegisch – Wort für Wort
- Norwegisch – Wort für Wort plus Wörterbuch
- Österreichisch – das Deutsch des Alpenlandes
- Omanisch-Arabisch – Wort für Wort
- Oromo für Äthiopien und Nordkenia – Wort für Wort
- Oshiwambo – Wort für Wort
- Palästinensisch-Syrisch-Arabisch – Wort für Wort
- Paschto – Wort für Wort
- Patois für Jamaika – Wort für Wort
- Persisch (Farsi) – Wort für Wort
- Persisch (Farsi) – Wort für Wort plus Wörterbuch
- Pidgin English (Tok Pisin) für Papua-Neuguinea – Wort für Wort
- Plattdüütsch – Das echte Norddeutsch
- Polnisch – Wort für Wort
- Polnisch – Wort für Wort plus Wörterbuch
- Polnisch Slang – das andere Polnisch
- Portugiesisch – Wort für Wort
- Punjabi – Wort für Wort
- Québécois Slang – das Französisch Kanadas
- Quechua für Peru – Wort für Wort
- Rätoromanisch (Surselvisch) – Wort für Wort
- Romani – Wort für Wort
- Ruhrdeutsch – die Sprache des Reviers
- Rumänisch – Wort für Wort
- Rumänisch – Wort für Wort plus Wörterbuch
- Russisch – Wort für Wort
- Russisch – Wort für Wort plus Wörterbuch
- Russisch Slang – das andere Russisch
- Samisch für Lappland – Wort für Wort
- Sanskrit – Wort für Wort
- Sardisch – Wort für Wort
- Schlemmerlexikon für Gourmets: Wörterbuch Französisch-Deutsch
- Schottisch-Gälisch – Wort für Wort
- Schwedisch – Wort für Wort
- Schwedisch – Wort für Wort plus Wörterbuch
- Schwedisch Slang – das andere Schwedisch
- Schwiizertüütsch – das Deutsch der Eidgenossen
- Scots – die Sprache der Schotten
- Serbisch – Wort für Wort
- Setswana – Wort für Wort
- Singhalesisch – Wort für Wort
- Sioux / Lakota – Wort für Wort
- Sizilianisch – Wort für Wort
- Slowakisch – Wort für Wort
- Slowenisch – Wort für Wort
- Sorbisch – Wort für Wort
- Spanisch – Wort für Wort
- Spanisch – Wort für Wort plus Wörterbuch
- Spanisch 3 in 1: Spanisch Wort für Wort, Spanisch kulinarisch, Spanisch Slang
- Spanisch für Andalusien – Wort für Wort
- Spanisch für Argentinien – Wort für Wort
- Spanisch für Bolivien – Wort für Wort
- Spanisch für Chile – Wort für Wort
- Spanisch für Costa Rica – Wort für Wort
- Spanisch für Cuba – Wort für Wort
- Spanisch für die Dominikanische Republik – Wort für Wort
- Spanisch für die Kanarischen Inseln – Wort für Wort
- Spanisch für Ecuador – Wort für Wort
- Spanisch für Guatemala – Wort für Wort
- Spanisch für Lateinamerika – Wort für Wort
- Spanisch für Mexiko – Wort für Wort
- Spanisch für Nicaragua – Wort für Wort
- Spanisch für Panama – Wort für Wort
- Spanisch für Peru – Wort für Wort
- Spanisch für Uruguay – Wort für Wort
- Spanisch Slang – das andere Spanisch
- Sprachführer Deutsch für Ukrainer / Rosmownyk – Nimezka mowa dlja ukrajinziw
- Tadschikisch – Wort für Wort
- Tagalog / Filipino – Wort für Wort
- Taiwanisch – Wort für Wort
- Tamaschek (Tuareg) – Wort für Wort
- Tamil für Indien – Wort für Wort
- Tatarisch – Wort für Wort
- Tedesco (Deutsch als Fremdsprache, italienische Ausgabe)
- Tetum für Osttimor – Wort für Wort
- Thai – Wort für Wort
- Thai – Wort für Wort plus Wörterbuch
- Tibetisch – Wort für Wort
- Tigrinya – Wort für Wort
- Tirolerisch – die Sprache des Bergvolks
- Tschechisch – Wort für Wort
- Türkisch – Wort für Wort
- Türkisch – Wort für Wort plus Wörterbuch
- Tunesisch-Arabisch – Wort für Wort
- Twi – Wort für Wort
- Ukrainisch – Wort für Wort
- Ungarisch – Wort für Wort
- Urdu – Wort für Wort
- Usbekisch – Wort für Wort
- Vietnamesisch – Wort für Wort
- Walisisch – Wort für Wort
- Weißrussisch (Belarus) – Wort für Wort
- Wienerisch – Das andere Deutsch
- Wörterbuch Syrisches Arabisch
- Wolof – Wort für Wort
- Xhosa für Südafrika – Wort für Wort
- Zulu – Wort für Wort